# Games That Lovers Play
Games That Lovers Play е популярна песен, композирана от Джеймс Ласт с текст на Лари Кусик, която става хит, изпълняван от множество изпълнители през 1966 и 1967 г. Песента е записана повече от 100 пъти.
| Име                                      |
| ---------------------------------------- |
| James Last Band – Games That Lovers Play |
| Лейбъл: Polydor – 184 093                |
| Формат: Vinyl, LP, Album, Stereo         |
| Страна: Germany                          |
| Дата: 1967                               |